# Pyranthrene flammans
Pyranthrene flammans är en fjärilsart som beskrevs av George Francis Hampson 1919. Pyranthrene flammans ingår i släktet Pyranthrene och familjen glasvingar. Inga underarter finns listade i Catalogue of Life.